# Iglesia de Nuestra Señora de la Asunción (Alsasua)
La iglesia de Nuestra Señora de la Asunción  es el templo parroquial, de culto católico, de la localidad de Alsasua, en Navarra, España. Se trata de un sobrio edificio levantado a comienzos del siglo XVI en la transición del Gótico al Renacimiento y presenta planta de salón, con tres naves de igual altura de cuatro tramos más una cabecera, prolongando la nave principal, poligonal de cinco paños y con contrafuertes. Las naves se cubren con bóvedas vaídas carentes de nervaduras y sujetas por arcos de medio punto, peraltados en las naves laterales, con la excepción de la bóveda de la cabecera en la Capilla Mayor, que conserva las formas tardogóticas al tratarse de un cubrimiento nervado con terceletes y combados, formando una estrella de siete puntas, con las nervaduras apeando en columnillas acodilladas. En la nave, las bóvedas y los arcos descansan en pilares exentos de cuerpo prismático. Las naves de la Epístola y del Evangelio carecen de capillas laterales, aunque en otro tiempo los muros estaban guarnecidos por retablos dieciochescos. Exteriormente el edificio fue dotado de un pórtico neoclásico construido entre 1719, cuando comenzaron la obra los canteros Juan y Andrés de Urrestarazu, y 1808, cuando se terminó la misma siguiendo una traza diseñada por José Armendáriz.
Del mobiliario interno hay que destacar el Retablo Mayor, obra clasicista de principios del siglo XVII cuyo estilo puede calificarse de transición desde el tardorromanismo renacentista al primer barroco. Se apoya en un alto zócalo de piedra y consta de predela, dos cuerpos de cinco calles, separados por un entrecuerpo, y ático de tres calles. En sus trece nichos rectangulares, separados por columnas de órdenes compuestos (dórico en el primer piso y corintio en el segundo al presentarse sus fustes rayados en espiral y sus pies cubiertos con relieves y decoración vegetal, se distribuyen tallas de santos y relieves con pasajes de la Pasión de Cristo y la vida de la Virgen María. En el ático, el tradicional Calvario. En el primer cuerpo los nichos alternan en sus entablamientos frontones triangulares y semicirculares. En el presbiterio se halla una cruz de plata punzonada por el platero Sasa.

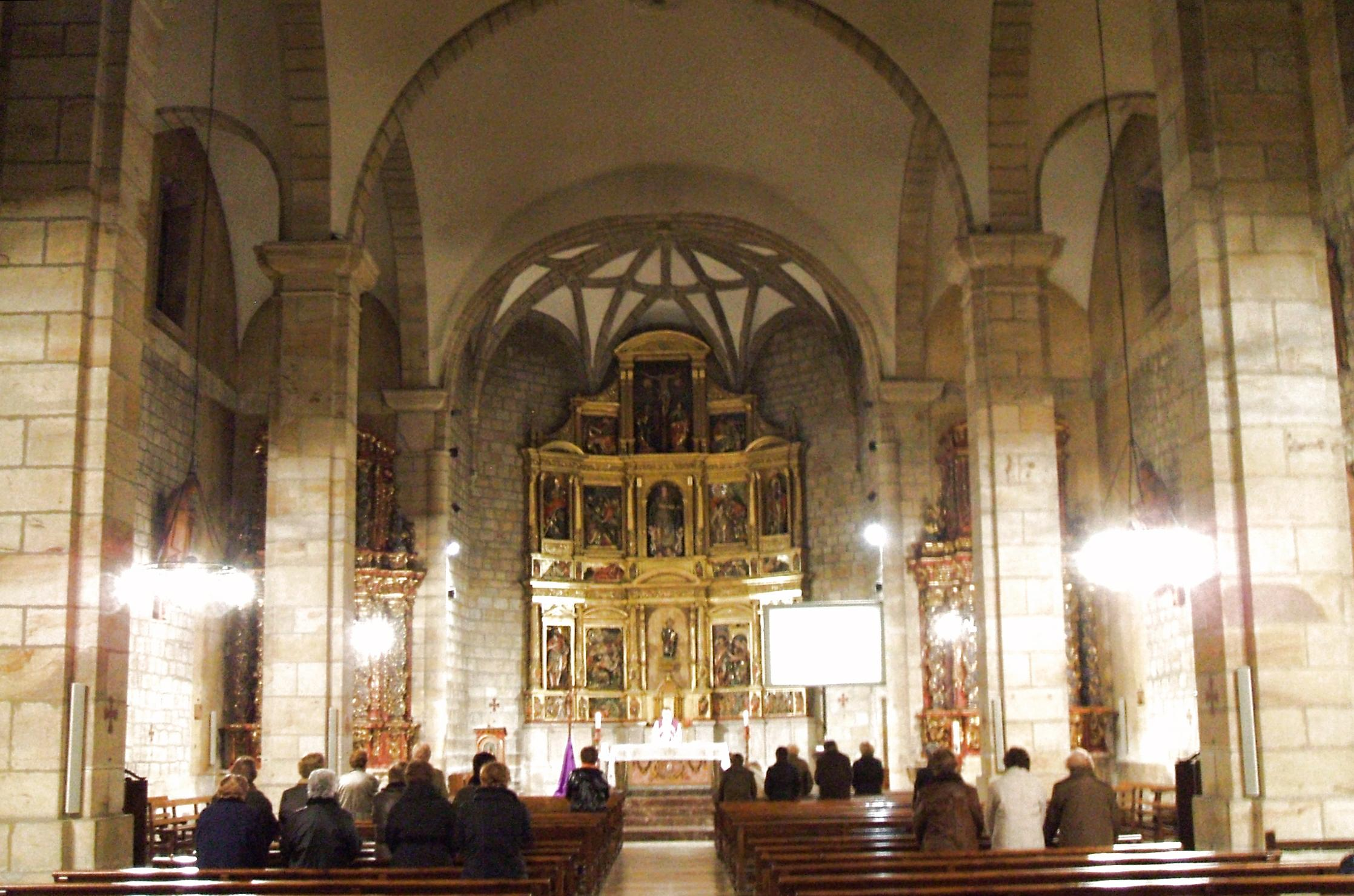
Aspecto del interior de la iglesia.

A este retablo le flanquean, en las cabeceras de las naves laterales, sendos retablos barrocos de cronología posterior, de dos cuerpos, con profusa decoración dorada sobre cromatismo rojo; están dedicados a San Antonio Abad y a Santa Catalina y fueron realizados a partir de 1707 por los maestros guipuzcoanos Miguel Sagüés y Mateo de Azpiazu aplicando un diseño del arquitecto Ventura de Andueza. En el primer tramo de la nave de la Epístola (a la derecha del templo, orientada al sur) se encuentra un retablo barroco que resguarda un interesante Crucificado de madera policromada del siglo XV. De gran naturalismo anatómico y estilizado porte, corresponde a un estilo gótico tardío de influencias nórdicas. Los muros de las naves laterales están decorados con tallas modernas, policromadas y en relieve, de figuras religiosas, obras del artista José López Furió. Entre 1960 y 1964 todo el interior del templo fue objeto de una intervención restauradora.

## Galería de imágenes

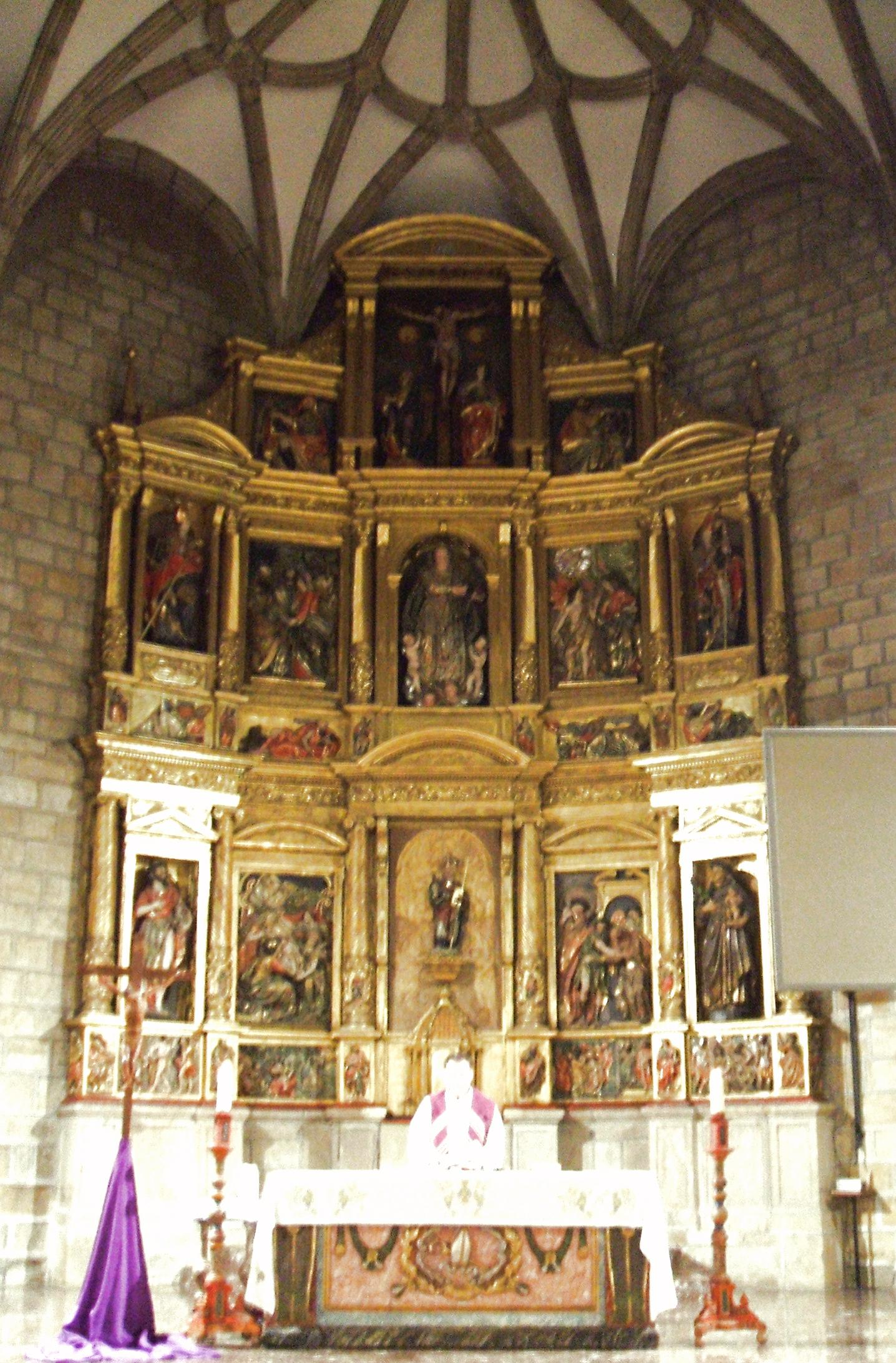
Retablo mayor tardorromanista (siglo  XVII)
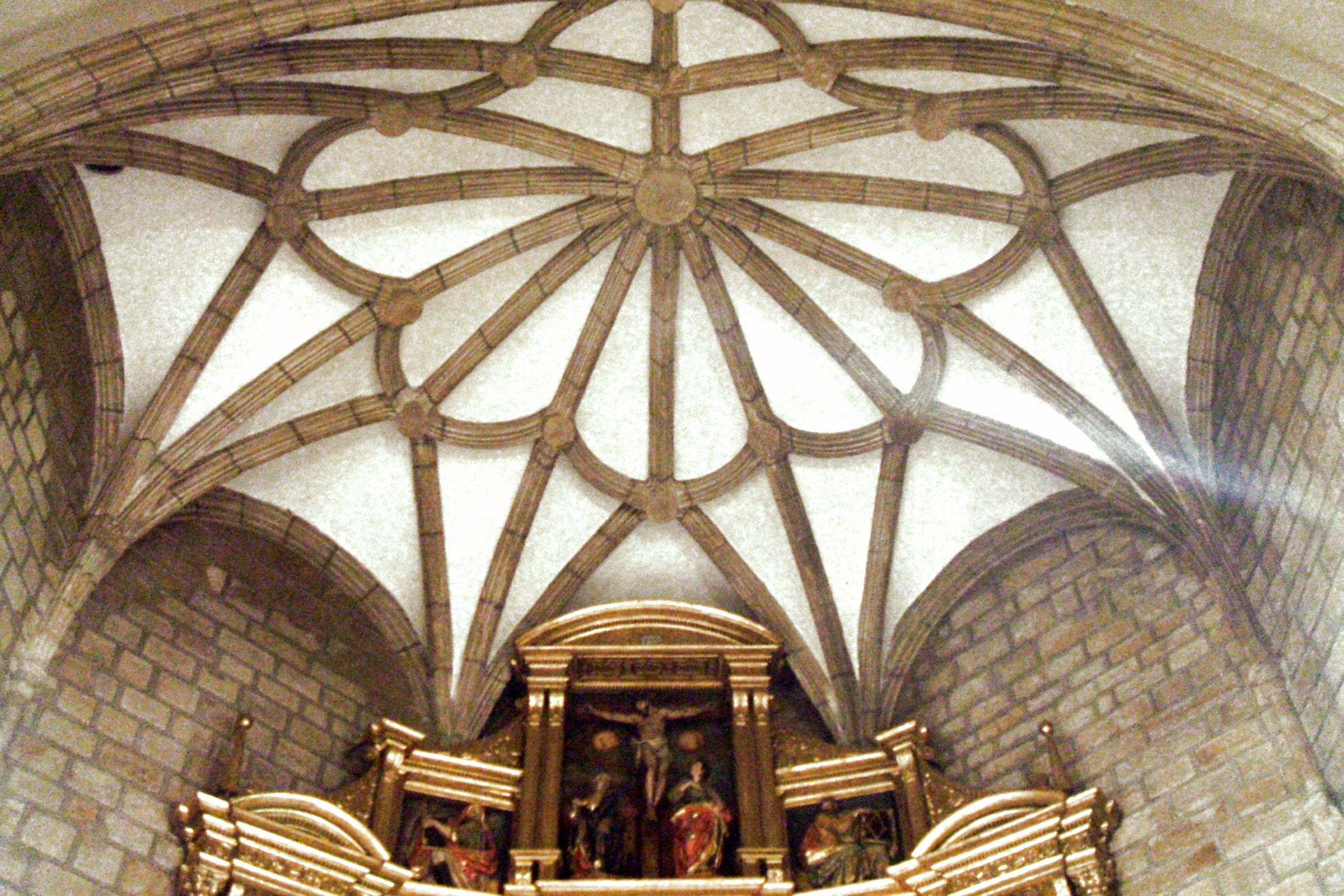
Bóveda estrellada de la Capilla mayor
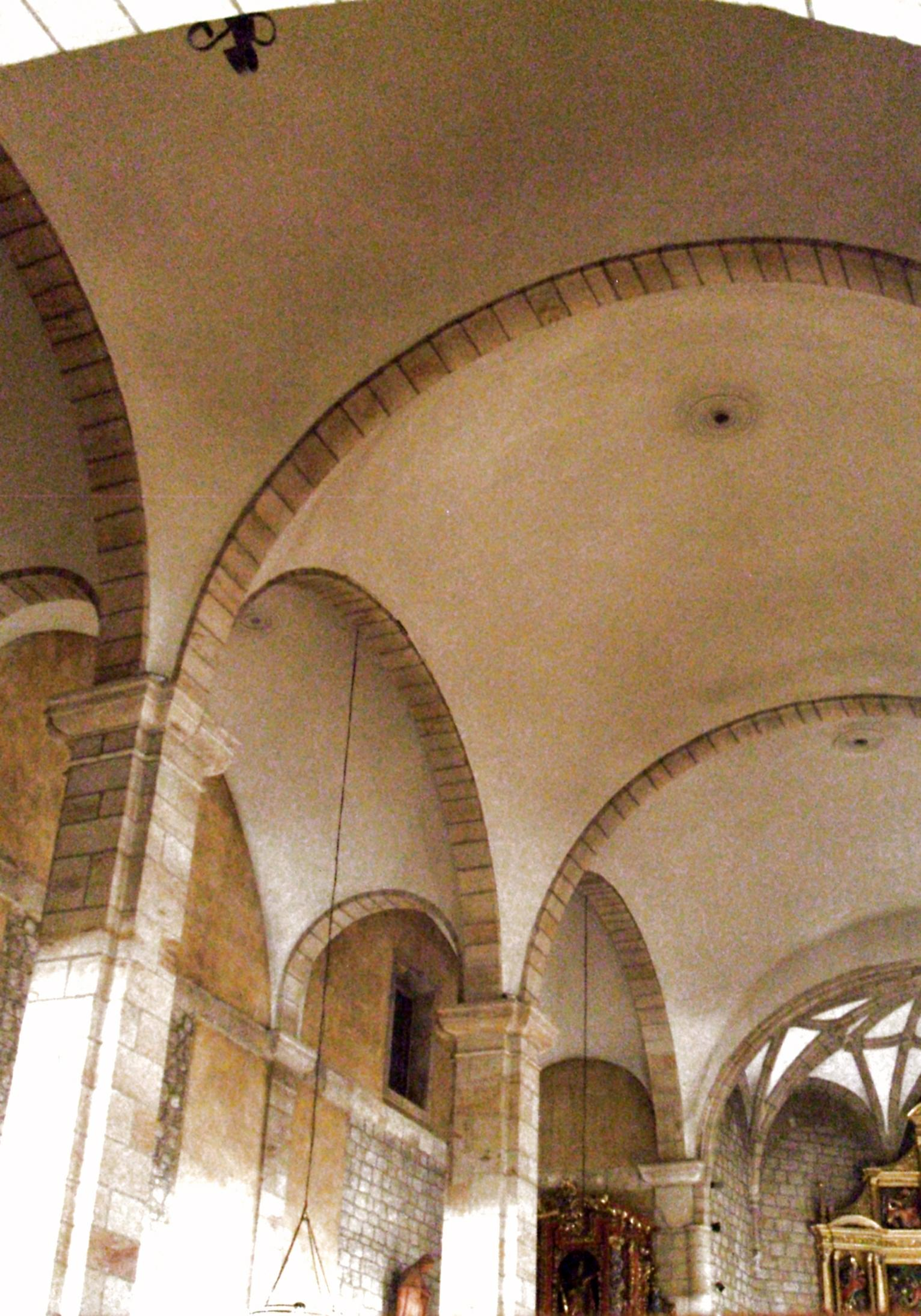
Bóvedas vaídas de las naves
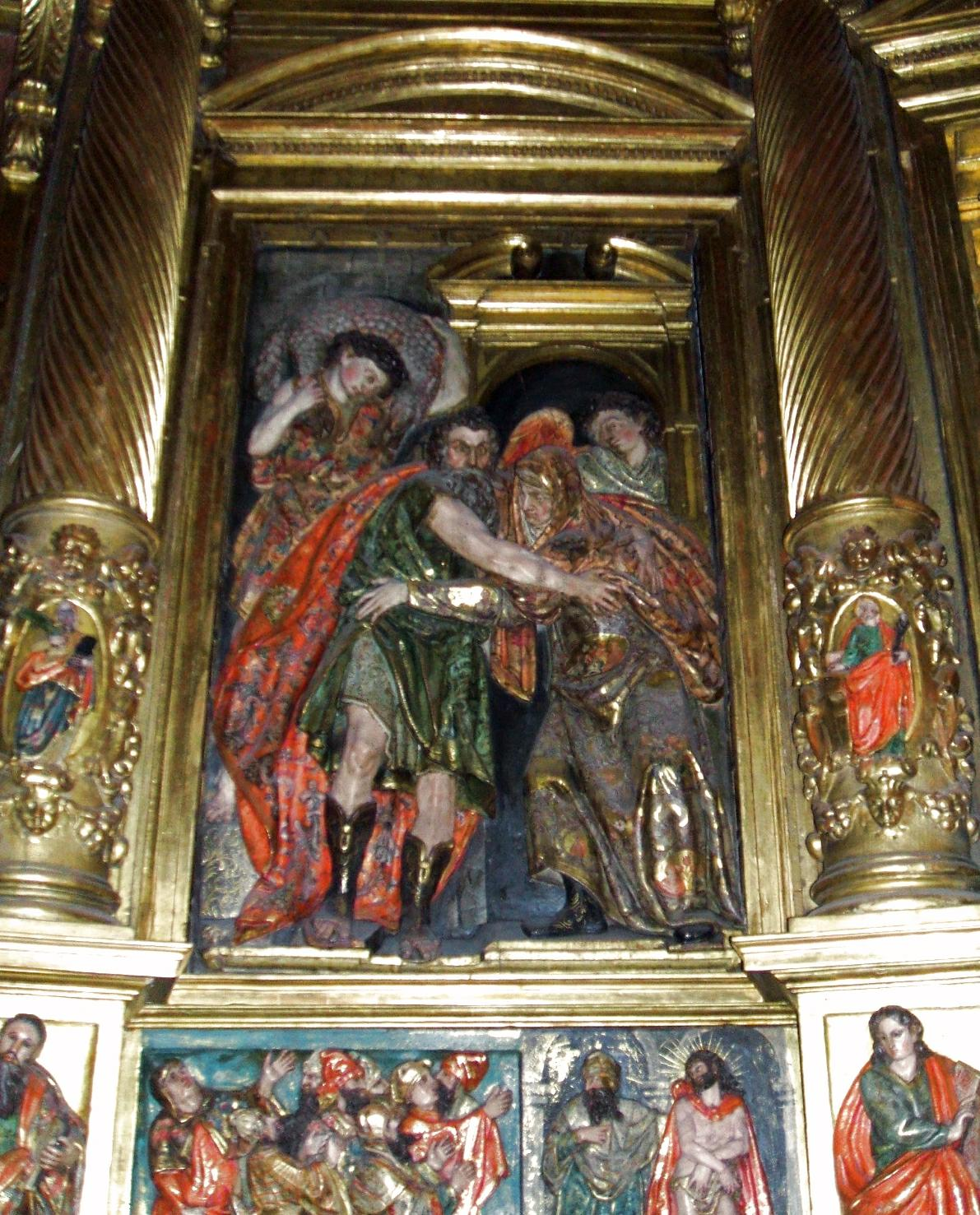
Detalle del Retablo mayor
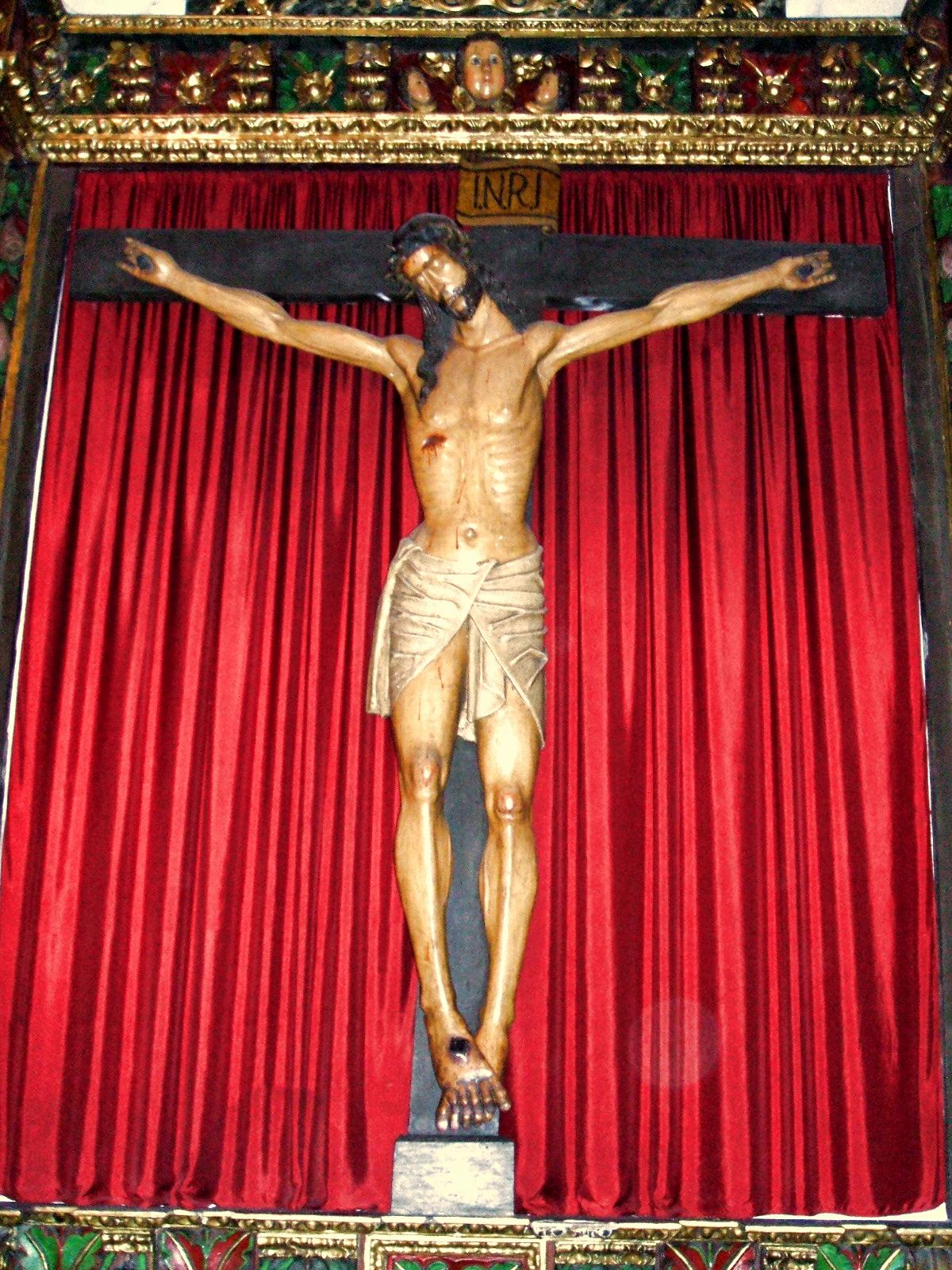
Crucifijo tardogótico (siglo XV)
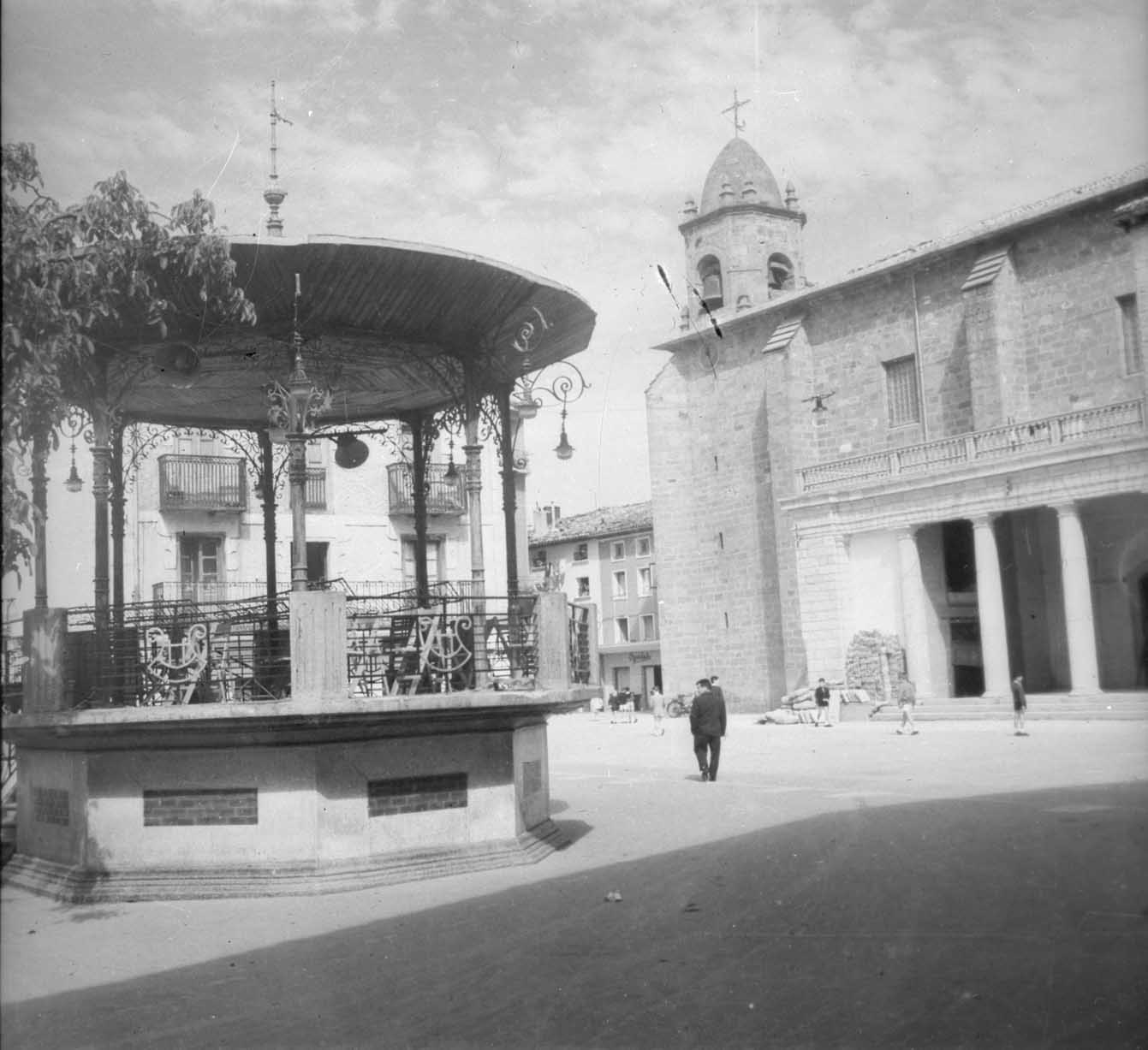
Plaza, quiosco e iglesia. Foto: Indalecio Ojanguren (1961)

- Datos: Q5909398
- Multimedia: Church of Nuestra Señora de la Asunción, Alsasua / Q5909398